# Virgil (New York)
Virgil è un comune degli Stati Uniti d'America che si trova nello stato di New York, contea di Cortland.

## Storia
Il suo nome fu scelto in onore di Publio Virgilio Marone (Virgil in lingua inglese). La città è stata fondata nel 1792. Il territorio di Virgil venne diviso per costituire il comune di Homer nel 1804. Virgil è stato ridotto dalla formazione delle città di Harford e Lapeer nel 1845. Virgil ha perso territorio anche per dar vita alle città di Cortlandville e Freetown.